# Cantone di La Côte Radieuse
Il Cantone di La Côte Radieuse era una divisione amministrativa dell'arrondissement di Perpignano.
È stato soppresso a seguito della riforma complessiva dei cantoni del 2014, che è entrata in vigore con le elezioni dipartimentali del 2015.
Comprendeva i comuni di:
- Alénya
- Latour-Bas-Elne
- Saint-Cyprien
- Saleilles